# Zemplín (Landschaft)

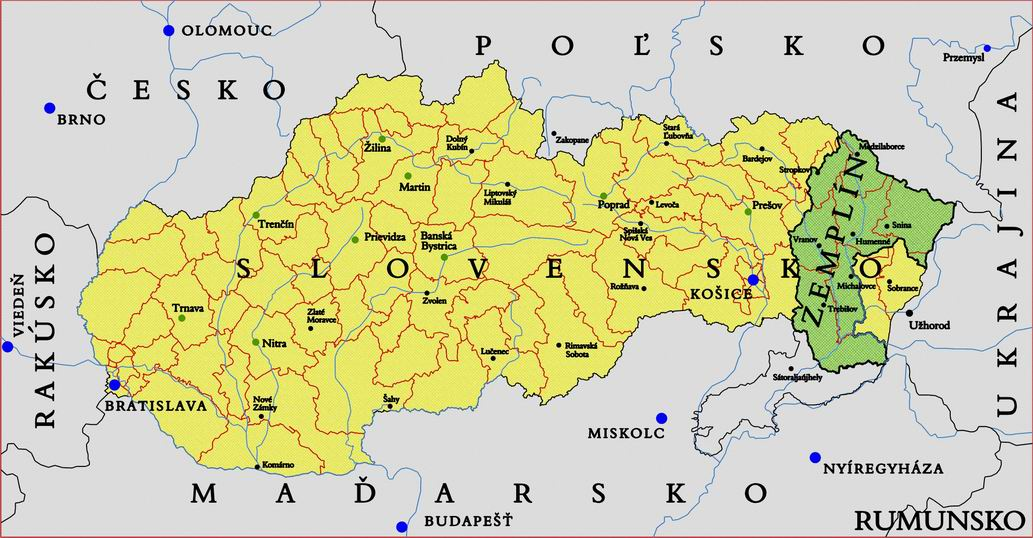
Lage des ehemaligen Komitats Zemplén in der heutigen Slowakei

Zemplín, deutsch Semplin/Semmlin (ungarisch Zemplén), ist eine Landschaft in der Slowakei. Von ihr abgeleitet ist der Name des ehemaligen ungarischen Komitats Semplin, der Name selbst ist vom Hauptort des Gebiets, Zemplín, abgeleitet.
Das Gebiet befindet sich im östlichsten Teil der heutigen Slowakei (außer einem Gebiet zwischen dem Vihorlat-Gebirge und dem Latorica-Fluss) und in einem Landstreifen zwischen den Flüssen Bodrog und Theiß im heutigen Ungarn. 
Sie gliedert sich in die offiziellen Tourismusregionen Horný Zemplín und Dolný Zemplín.